# Pjanoo
Pjanoo is een single van de Zweedse dj Eric Prydz. De single kwam op 25 augustus 2008 uit bij zijn eigen label Pryda en bij Data Records.

## Grand Theft Auto
Een deel van zijn populariteit heeft het nummer te danken aan het gebruik in Rockstar Games' Grand Theft Auto IV op een van de in game radiostations en het gebruik als titeltrack in de side story Grand Theft Auto: The Ballad of Gay Tony.

## Tracklists
| Nr. | Titel                        | Duur |
| --- | ---------------------------- | ---- |
| 1.  | Pjanoo (High Contrast Remix) | 7:03 |
| 2.  | Pjanoo (Afterlife Remix)     | 7:04 |

| Nr. | Titel                        | Duur |
| --- | ---------------------------- | ---- |
| 1.  | Pjanoo (Radio Edit)          | 2:41 |
| 2.  | Pjanoo (Club Mix)            | 7:33 |
| 3.  | Pjanoo (High Contrast Remix) | 7:09 |
| 4.  | Pjanoo (Afterlife Remix)     | 5:38 |
| 5.  | Pjanoo (Fred Falke Remix)    | 6:26 |
| 6.  | Pjanoo (Guy J Remix)         | 7:45 |

| Nr. | Titel                        | Duur |
| --- | ---------------------------- | ---- |
| 1.  | Pjanoo (Club Mix)            | 7:31 |
| 2.  | Pjanoo (High Contrast Remix) | 7:03 |
| 3.  | Pjanoo (Fred Falke Remix)    | 6:25 |
| 4.  | Pjanoo (Guy J Remix)         | 5:39 |

## Hitlijsten

### Nederlandse Top 40
| Positie: | 29 | 13 | 5 | 4 | 4 | 4 | 4 | 5 | 6 | 9 | 13 | 13 | 17 | 19 | 21 | 25 | 38 | uit |

### NederlandseSingle Top 100
| Positie: | 83 | 5 | 3 | 4 | 9 | 12 | 24 | 27 | 36 | 41 | 43 | 42 | 44 | 59 | 52 | 73 | 79 | uit |

### VlaamseUltratop 50
| Hitnotering: 13-09-2008 t/m 24-01-2009 | Hitnotering: 13-09-2008 t/m 24-01-2009 | Hitnotering: 13-09-2008 t/m 24-01-2009 | Hitnotering: 13-09-2008 t/m 24-01-2009 | Hitnotering: 13-09-2008 t/m 24-01-2009 | Hitnotering: 13-09-2008 t/m 24-01-2009 | Hitnotering: 13-09-2008 t/m 24-01-2009 | Hitnotering: 13-09-2008 t/m 24-01-2009 | Hitnotering: 13-09-2008 t/m 24-01-2009 | Hitnotering: 13-09-2008 t/m 24-01-2009 | Hitnotering: 13-09-2008 t/m 24-01-2009 | Hitnotering: 13-09-2008 t/m 24-01-2009 | Hitnotering: 13-09-2008 t/m 24-01-2009 | Hitnotering: 13-09-2008 t/m 24-01-2009 | Hitnotering: 13-09-2008 t/m 24-01-2009 | Hitnotering: 13-09-2008 t/m 24-01-2009 | Hitnotering: 13-09-2008 t/m 24-01-2009 | Hitnotering: 13-09-2008 t/m 24-01-2009 | Hitnotering: 13-09-2008 t/m 24-01-2009 | Hitnotering: 13-09-2008 t/m 24-01-2009 | Hitnotering: 13-09-2008 t/m 24-01-2009 | Hitnotering: 13-09-2008 t/m 24-01-2009 |
| Week:                                  | 1                                      | 2                                      | 3                                      | 4                                      | 5                                      | 6                                      | 7                                      | 8                                      | 9                                      | 10                                     | 11                                     | 12                                     | 13                                     | 14                                     | 15                                     | 16                                     | 17                                     | 18                                     | 19                                     | 20                                     |                                        |
| -------------------------------------- | -------------------------------------- | -------------------------------------- | -------------------------------------- | -------------------------------------- | -------------------------------------- | -------------------------------------- | -------------------------------------- | -------------------------------------- | -------------------------------------- | -------------------------------------- | -------------------------------------- | -------------------------------------- | -------------------------------------- | -------------------------------------- | -------------------------------------- | -------------------------------------- | -------------------------------------- | -------------------------------------- | -------------------------------------- | -------------------------------------- | -------------------------------------- |
| Positie:                               | 23                                     | 12                                     | 9                                      | 9                                      | 8                                      | 8                                      | 12                                     | 15                                     | 11                                     | 18                                     | 19                                     | 24                                     | 29                                     | 31                                     | 38                                     | 47                                     | 43                                     | 44                                     | 34                                     | 48                                     | uit                                    |

### In andere landen
| Hitlijst                           | Hoogste positie |
| ---------------------------------- | --------------- |
| Belgische (Wallonië) Singles Chart | 14              |
| Duitse Singles Chart               | 34              |
| Franse Singles Chart               | 21              |
| Ierse Singles Chart                | 7               |
| Oostenrijkse Singles Chart         | 22              |
| Spaanse Singles Chart              | 14              |
| UK Singles Chart                   | 2               |
| UK Dance Chart                     | 1               |
| Zweedse Singles Chart              | 6               |
| Zwitserse Singles Chart            | 31              |